# Luca Carabetta
Luca Carabetta (Rivoli, 10 giugno 1991) è un politico italiano, deputato della XVIII legislatura della Repubblica Italiana con il Movimento 5 Stelle.

## Biografia
Laureato presso il Politecnico di Torino in Ingegneria energetica, è stato consulente per l'innovazione e project manager. Fondatore di due start-up nel campo delle nuove tecnologie, è stato anche assistente parlamentare nella XVII legislatura della Repubblica Italiana per il Movimento 5 Stelle.
Alle elezioni politiche del 2018 è eletto deputato nelle file del Movimento 5 Stelle nel collegio plurinominale Piemonte 1 - 02. Nel giugno 2018 viene eletto Vicepresidente della Commissione Attività Produttive della Camera dei Deputati.
È stato responsabile innovazione nel "Team del Futuro" del Movimento 5 Stelle dal 2019 al 2021. Dal dicembre 2021 ricopre il ruolo di coordinatore del comitato per la transizione digitale del M5S.
Alle elezioni politiche del 2022 viene candidato per il Movimento 5 Stelle nel collegio uninominale Piemonte 1 - 03 (Collegno), dove ottiene il 14,59% ed è superato da Elena Maccanti del centrodestra (39,94%) e da Davide Gariglio del centrosinistra (31,20%), e in seconda posizione nel collegio plurinominale Piemonte 1 - 02, dove però la lista non elegge deputati, non è quindi rieletto.